# Till Lindemann

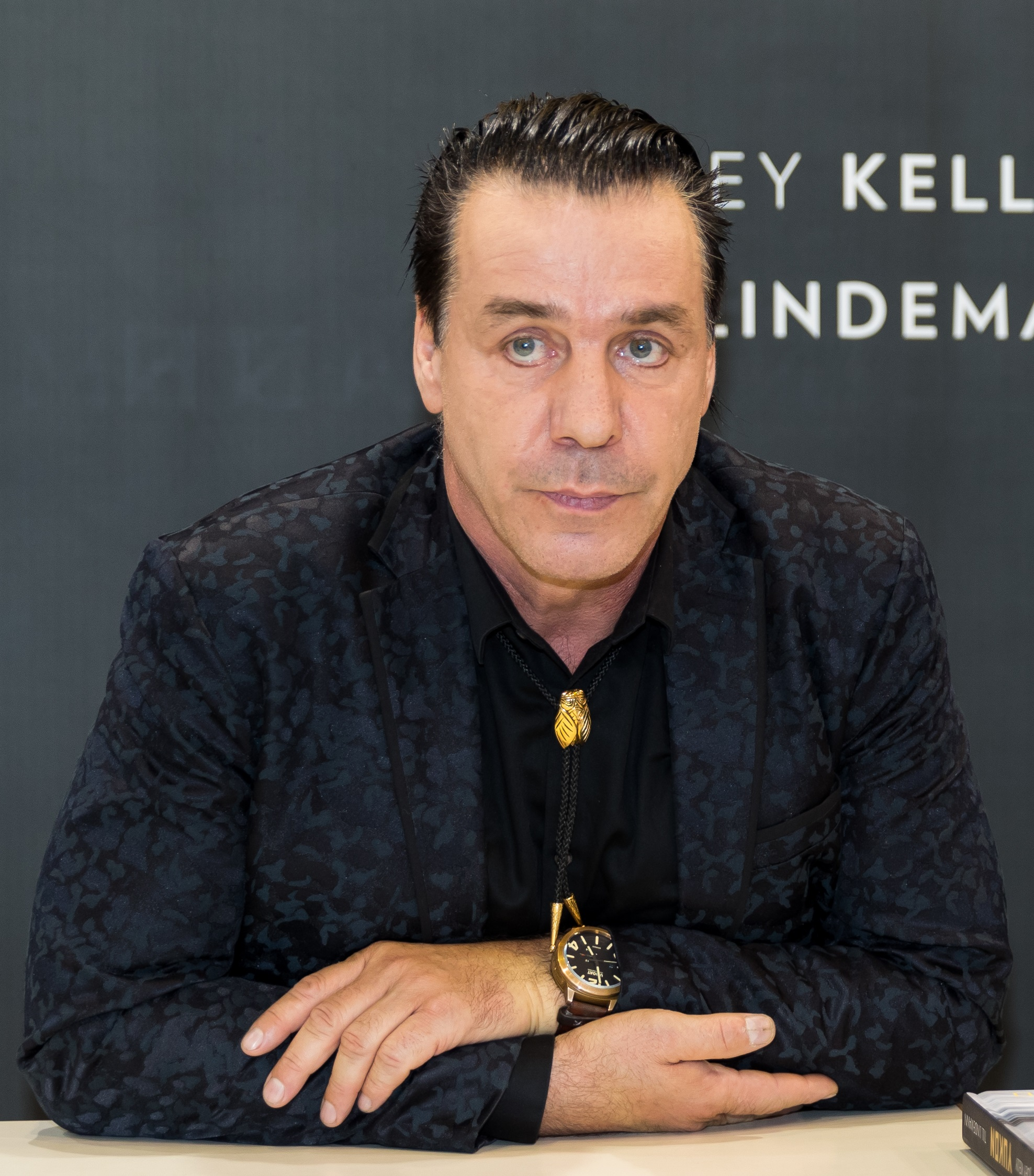
Till Lindemann (2017)

Till Lindemann (* 4. Januar 1963 in Leipzig) ist ein deutscher Musiker, der als Sänger und Liedtexter der Neue-Deutsche-Härte-Bands Rammstein und Lindemann international bekannt ist. Zudem ist er als Lyriker tätig. Seine Songtexte, Gedichte und Videos wurden vielfach kontrovers diskutiert.

## Leben

### Kindheit und Jugend
Till Lindemann wuchs in Wendisch Rambow und Rostock auf. Sein Vater Werner Lindemann war in der DDR ein bekannter Kinderbuchautor. Seine Mutter, Brigitte „Gitta“ Lindemann, ist Journalistin und war von 1992 bis 2002 beim Norddeutschen Rundfunk in Schwerin als Kulturchefin von NDR 1 Radio MV tätig. Die Eltern lernten sich 1959 auf der Bitterfelder Konferenz kennen. Lindemann hat eine sechs Jahre jüngere Schwester.
Mit neun Jahren verfasste Lindemann nach eigenen Angaben erste lyrische Fragmente. Er war in seiner Jugend Leistungsschwimmer, besuchte eine Kinder- und Jugendsportschule und war dort im Internat untergebracht. Er schwamm für den SC Empor Rostock. Nachdem er 1978 bei der Jugend-Europameisterschaft im Schwimmen über 1500 Meter Siebter geworden war, wurde er auch für die Olympischen Spiele 1980 in Moskau berücksichtigt. Ihm wurde jedoch die Teilnahme verwehrt, da er sich während der Jugend-Schwimm-EM 1978 in Italien unerlaubt aus dem Hotel entfernt und sich von Kollegen aus Westdeutschland im Mannschaftsbus „klassenfeindliche“ Aufkleber besorgt hatte. Nach einer Verletzung beendete er 1979 seine Karriere und absolvierte, in einem Neubau in Rostock-Evershagen lebend, beim Wohnungsbaukombinat Rostock eine Lehre als Bautischler. Später arbeitete er auch als Korbmacher, Zimmerer und Techniker.
1982 zog er im Alter von 19 Jahren zu seinem Vater, der in der Künstlerkolonie Drispeth in der mecklenburgischen Gemeinde Zickhusen in einem Bauernhaus wohnte. Er blieb neun Monate dort, das Zusammenleben von Vater und Sohn verlief nicht immer harmonisch. Sein Vater hat diese Zeit literarisch im Buch Mike Oldfield im Schaukelstuhl. Notizen eines Vaters verarbeitet. Das Buch erschien 1988 und wurde auf Initiative Till Lindemanns 2006 erneut aufgelegt. Nach seinem Auszug aus dem väterlichen Haus blieb Lindemann in der Umgebung des Schweriner Sees. Er zog zunächst bei einem Bekannten ein, der einige Dörfer weiter als Korbflechter arbeitete.

### Erste musikalische Schritte
Ab 1986 war Lindemann in seiner Freizeit musikalisch aktiv. Er war Schlagzeuger in der (Fun-)Punkband First Arsch – eine Kurzfassung von Erste Autonome Randalierer Schwerins –, sang dort aber auch die Zugaben und spielte manchmal Bass.
1987 begegnete er in seinem damaligen Wohnort Hohen Viecheln erstmals seinen späteren Bandkollegen Paul Landers und Christian „Flake“ Lorenz. Diese hatten mit ihrer damaligen Band Feeling B in der Gemeinde ein Konzert gegeben, verbrachten danach eine Woche in Hohen Viecheln und tauchten schließlich eines Nachts – angeführt von einem Bekannten Lindemanns, dem Maler Hans W. Scheibner, für den Feeling B kurz vorher die Musik zu einer Theaterproduktion gemacht hatte – in dessen Haus auf. Landers und Lorenz zufolge feierten, aßen und tranken die stark betrunkenen Musiker dort, ohne den Hausherrn an jenem Abend bewusst wahrzunehmen. In der Folgezeit besuchten die beiden Berliner Lindemann immer wieder und lernten ihn so doch noch kennen. Lindemann machte sie mit dem späteren Rammstein-Kollegen Richard Kruspe bekannt. Lorenz sagte später in einem Interview über seine ersten Begegnungen mit Till Lindemann:

„Er ist ganz früh zu Hause ausgezogen und hat sich dieses Haus gekauft, das war eine Schilfkate, davon hat ihm auch nur die Hälfte gehört. (…) Till war Korbflechter und Fan (Anm.: von Feeling B). Er kam nach dem Konzert im Schweriner ‚Achteck‘ zu uns, und wir haben uns ein bisschen unterhalten. (…) Till sah gut aus, eben so ein großer Bauer, der einen Satz in der Stunde spricht. So was hat uns beeindruckt.“

In der Folgezeit spielte Landers aushilfsweise auch in Lindemanns Band mit, da First Arsch zunächst keinen festen Gitarristen hatte.

### Musikalisches Schaffen nach der Wende

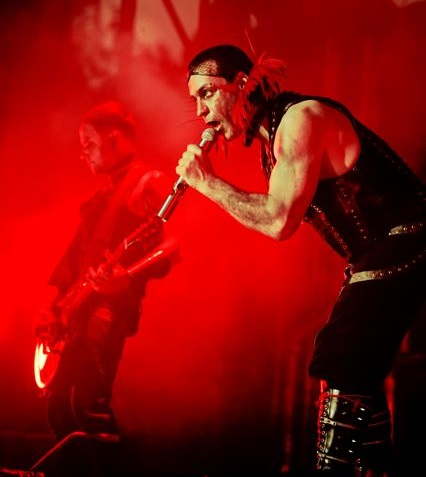
Lindemann live mit Rammstein (2010)

1992 veröffentlichte Lindemann mit First Arsch das Album Saddle Up (Re-Release 2020), auf dem neben ihm und Mielke erneut Kruspe und Landers mitwirkten. Gemeinsam mit Kruspe und dessen Mitbewohner Oliver Riedel bereiste Lindemann 1993 den Südwesten der USA. Die drei Freunde, die zu diesem Zeitpunkt jeder in verschiedenen Bands musizierten – Kruspe war Gitarrist bei Orgasm Death Gimmick, Riedel Bassist bei The Inchtabokatables – kehrten beeindruckt von der dortigen Metal-Szene zurück.
Als Kruspe ein neues Musik-Projekt starten wollte, hielt er Lindemann für eine ideale Besetzung als Sänger und überredete ihn zur Zusammenarbeit. Gemeinsam mit Riedel und Christoph Schneider – zu diesem Zeitpunkt Drummer bei Die Firma – gründeten sie unter dem Namen Tempelprayers eine neue Band – diese wurde einige Zeit später unter dem Namen Rammstein bekannt. Als letzte Bandmitglieder stießen Paul Landers als zweiter Gitarrist und Christian „Flake“ Lorenz als Keyboarder hinzu. Nach Aussagen von Christoph Schneider und Flake machte sich vor allem Lindemann – gegen den Willen einiger anderer Gründungsmitglieder – für die Aufnahme der beiden Ex-Feeling-B-Musiker stark, da er einerseits Fan der Band gewesen war und sich zudem durch deren Bekanntheitsgrad Vorteile für die neue Band erhoffte.
Im Jahr 2000 wurde ein Album der Puhdys veröffentlicht, das mit Wut will nicht sterben ursprünglich ein Duett aus Dieter Birr und Lindemann enthielt. Aus rechtlichen Gründen musste der Verkauf jedoch nach einer Woche gestoppt werden, und der fragliche Titel wurde erneut von Birr allein eingesungen.
2007 trat er bei Apocalyptica als Gastsänger für eine Neuinterpretation des David-Bowie-Liedes Heroes in Erscheinung. Das Musikstück wurde unter dem Titel Helden auf dem Album Worlds Collide veröffentlicht. Nach der Veröffentlichung musste sich das Label Gun Records der finnischen Band vor dem Berliner Landgericht wegen der Verletzung von Namens- und Markenrechten verantworten und im Zuge eines Vergleichs 45.000 Euro Schadenersatz an die Hauptband Lindemanns zahlen; das Label hatte das Worlds-Collide-Album im großen Stil mit dem Zusatz „featuring Rammstein“ beworben, obwohl die Band ansonsten nicht beteiligt gewesen war.

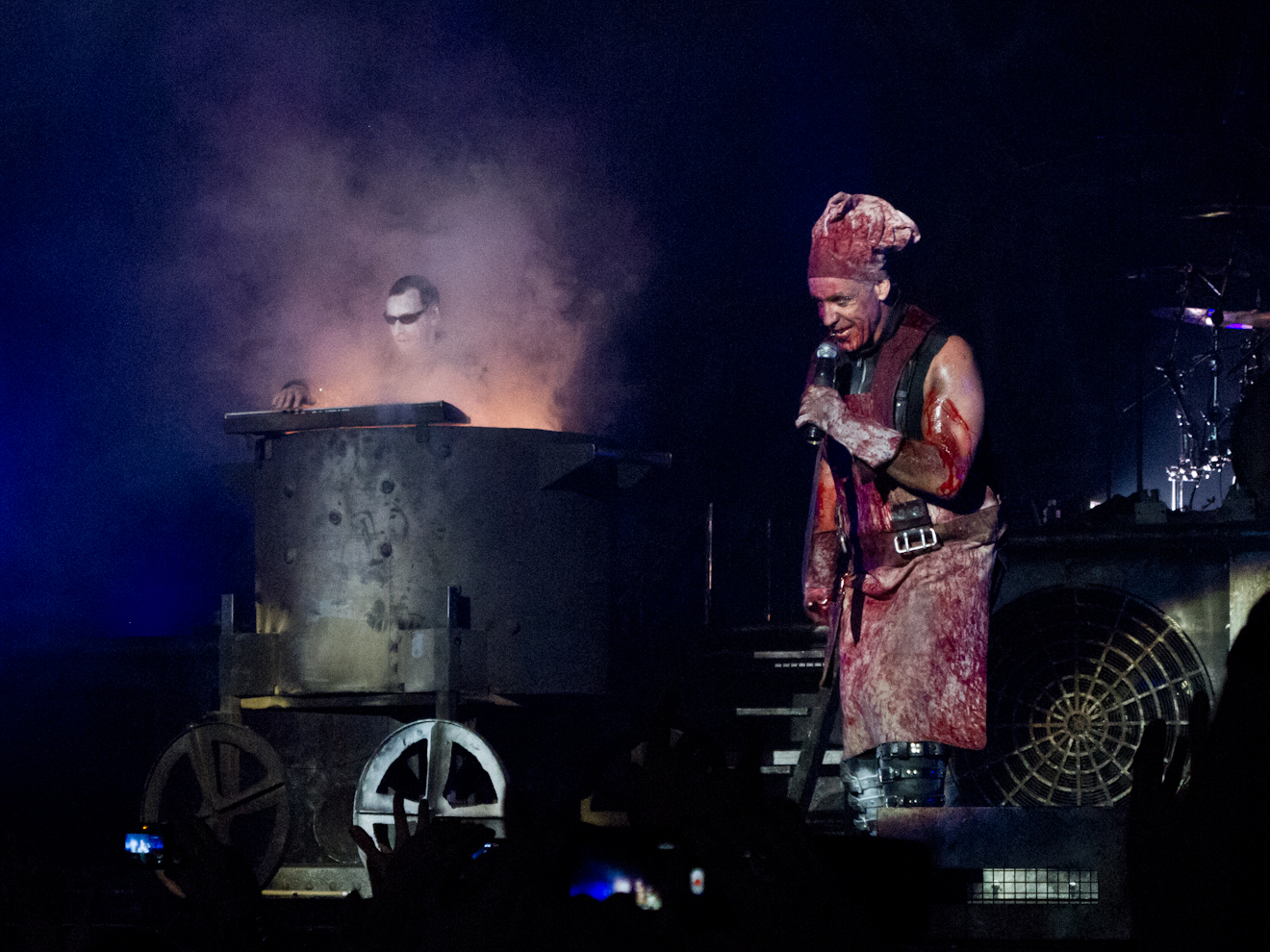
Lindemann live während der Bühnenshow zu Mein Teil, im Kochtopf Christian „Flake“ Lorenz (2013)

Im September 2011 hatte Lindemann einen Gastauftritt in Knorkators Musikvideo zur Single Du nich. Er schrieb für Roland Kaiser im Frühjahr 2014 den Text zu Ich weiß alles, ein Stück von dessen Album Seelenbahnen. Ab 2015 bildete Lindemann zusammen mit dem schwedischen Musiker und Produzenten Peter Tägtgren das Alternative-Metal-Duo Lindemann, das im Juni desselben Jahres das Album Skills in Pills veröffentlichte. Nach der Veröffentlichung eines zweiten Albums, F & M im Jahr 2019, und einer Europatournee löste sich das Projekt im November 2020 auf. 2021 erschien als letzte Veröffentlichung des Projekts Lindemann der Konzertfilm Live in Moscow.

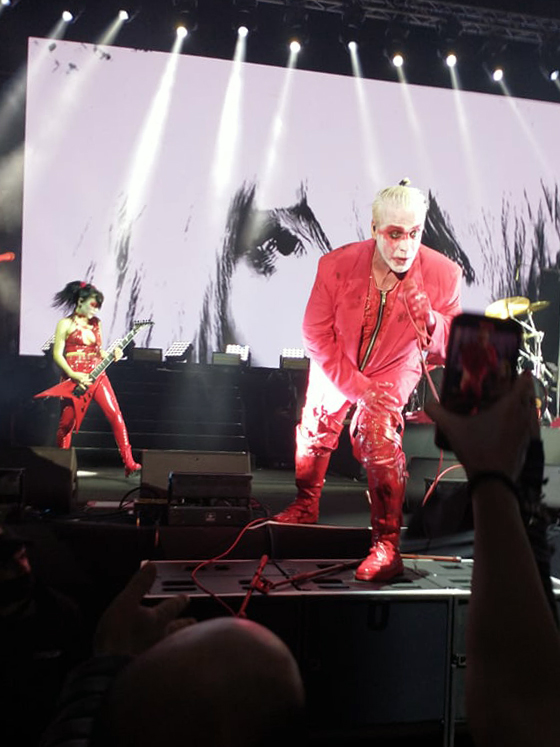
Lindemann live in Israel (2022)

Im April 2021 veröffentlichte Lindemann auf YouTube eine Coverversion des historischen russischen Lieds Lubimiy Gorod (Geliebte Stadt) von Komponist Nikita Bogoslovsky und Texter Yevgeniy Dolmatovsky, das Remake eines Stücks aus den 1930er-Jahren. Der von Lindemann auf Russisch gesungene Song entstand für den Soundtrack des Spielfilms Dewjatajew. Das Video hat über 7 Millionen Klicks (Stand: Juli 2022) und fand besonders unter russischen Fans großen Anklang. Eine Orchesterversion wurde im Mai 2021 veröffentlicht und generierte über 3,5 Millionen Klicks auf YouTube (Stand: Juli 2022). Das Musikvideo entstand im Eremitage-Museum. Dass Lindemann später das dort gedrehte Material für eine NFT-Kollektion benutzte, wurde durch Sprecher des Museums als „Vertragsbruch“ kritisiert. Ein Teil der „NFTill“-Auktion, das eine Einladung zu einem Abendessen mit Lindemann enthielt, konnte für den Preis von 100.000 Euro erworben werden. Die Auktion blieb erfolglos. Im September 2021 sang Till Lindemann Lubimiy Gorod begleitet vom Orchester der Nationalgarde beim Militärmusikfestival Spasskaja Baschnja auf dem Roten Platz in Moskau.

### Lyrik
Seit 1991 schreibt Lindemann Gedichte. Manche Stücke gab er im Lauf der Zeit an den mittlerweile verstorbenen Künstler Gert Hof weiter, der ab September 1996 einige Jahre für das Lichtkonzept bei Rammstein-Konzerten verantwortlich war und bereits 1999 einen Bildband über die Band herausgebracht hatte. Dieser wählte aus 1000 Gedichten diejenigen aus, die seiner Ansicht nach am passendsten für ein Buch waren. 2002 brachten Lindemann und Hof beim Eichborn Verlag den Gedichtband unter dem Titel Messer heraus. Die darin enthaltenen Gedichte hatte er in den Jahren 1995 bis 2002 geschrieben. 2013 erschien mit In stillen Nächten ein weiterer Gedichtband.
Im Oktober 2017 brachte er mit dem Musiker und Extremsportler Joey Kelly ein Foto- und Lyrikbuch mit dem Titel Yukon – mein gehasster Freund heraus. Der Fotograf Thomas Stachelhaus hatte die beiden Musiker auf dem Yukon bei einer dreiwöchigen gemeinsamen Sommer-Kanutour fotografiert.
2020 erschien sein Lyrik-Band 100 Gedichte. Insbesondere das darin veröffentlichte Gedicht Wenn du schläfst wurde in zahlreichen Medien ausnahmslos negativ besprochen. Die moralische Empörung über die Darstellung war groß. Mehrfach war die Rede von Vergewaltigungsphantasie. Der Verlag sah sich ob solcher schlechten Rezensionen Anfang April 2020 schließlich zu einer Stellungnahme veranlasst.

#### Sprachlicher Stil
Lindemanns unzeitgemäße Sprache suche den vergessenen Ausdruck, folge den strengen Gesetzen der Wohlgeformtheit und kreise mit fast selbstquälerischer Besessenheit ums Thema der Hässlichkeit, schrieb Andreas Rosenfelder 2014 in der FAZ. Für Kai Müller sind die Texte Lindemanns wie er 2005 im Tagesspiegel schrieb, aus Versatzstücken der schwarzen Romantik zusammengesetzt und adaptieren Grimms Märchenwelt.
Zur Symbolik schrieb Moritz von Uslar in der Zeit 2013: „Eine Lieblingsvokabel Lindemanns ist das ‚Herz‘, es kommt in jedem zweiten Gedicht vor (weitere Lieblingswörter: Schmerz, Blut, Seele, Messer, Liebe, Kind, Tränen). Vor Brüder-Grimm-Vokabeln wie ‚Sternlein‘ oder ‚Ränzlein‘ schreckt der Dichter auch nicht zurück. Wenn er mit ‚Ich bin ein trefflich Schusterjung‘ ein Gedicht eröffnet, dann ist der Leser mit einer Zeile bei Brentano, Eichendorff und der Romantik. Und wenn Lindemann Körper seziert oder einer unbestimmten Einsamkeit Ausdruck gibt, dann kann man, natürlich, auch an Gottfried Benn denken.“

### Privatleben
In seiner ersten Ehe wurde Till Lindemann mit 22 Jahren Vater einer Tochter (* 1985). Nach der kurz darauf erfolgten Trennung zog er sie sieben Jahre lang alleine auf. Aus einer zweiten Ehe mit einer Lehrerin stammt eine weitere Tochter (* 1993). Vier Jahre später kam es zum Bruch auch dieser Ehe. Nach eigenen Aussagen hat er auch einen Sohn und ist Patenonkel des ältesten Sohnes von Joey Kelly. Von 2011 bis November 2015 war er mit der Schauspielerin Sophia Thomalla liiert.
Lindemann besitzt Wohnungen in Mecklenburg-Vorpommern und Berlin. Er ist aktiver Jäger und Angler.

### Sonstiges
Nachdem explosive und Feuer-Darbietungen zum Kernelement der Bühnenshow auf Rammstein-Konzerten wurden und es in der Anfangsphase zu Verletzungen bei Fans und Musikern gekommen war, erwarb Lindemann einen sogenannten Pyroschein und ist seit 1996 ausgebildeter Pyrotechniker.
Im Dezember 2019 brachte Lindemann in Zusammenarbeit mit der französischen Destillerie Ovin Pion einen Wodka mit Namen Doktor Dick auf den Markt. Der Wodka war zunächst auf 1000 Stück limitiert.
Das amerikanische Label Roadrunner Records listete Till Lindemann auf Platz 50 der The 50 Greatest Metal Frontmen of All Time.
Im Frühling 2023 trat Lindemann als Zirkus-Impresario in Erscheinung. Lindemann präsentierte zusammen mit dem Akrobatik- und Slapstick-Zirkus Flic Flac vom 28. März bis zum 19. April 2023 die The Greatest Comedian Freakshow. Eine Show nach einer Idee von Till Lindemann. Der Sänger war auf Plakaten und sonstigen Werbemitteln großflächig als gezeichneter Zirkus-Impresario in Frack und Zylinder zu sehen, trat in der Show aber selbst nicht auf. Durch das Programm im Zirkuszelt auf dem Zentralen Festplatz in Berlin führte der Moderator Kay Ray. Zum Programm gehörten u. a. der Daredevil Chicken Club und Puppetry of the Penis.

## Vorwürfe von Frauen
Am 25. Mai 2023 veröffentlichte die Nordirin Shelby Lynn nach einem Rammstein-Konzert am 22. Mai 2023 in Vilnius auf Instagram und Twitter Vorwürfe gegen Lindemann. Sie sei während einer Konzertpause hinter die Bühne geführt worden, wo es laut ihrer Aussage zu Sex mit Lindemann kommen sollte. Auf ihre Weigerung soll er aggressiv reagiert, sie jedoch nicht angefasst und den Raum verlassen haben. Am Morgen danach sei sie mit Hämatomen aufgewacht und vermutet, unter Drogen gesetzt worden zu sein. Sie wiederholte später ausdrücklich, dass Lindemann sie nicht angefasst oder vergewaltigt habe. Am 23. Juni 2023 teilte die Staatsanwaltschaft in Vilnius mit, dass keine Ermittlungen gegen die Band oder andere Personen in Zusammenhang mit Lynns Anschuldigungen aufgenommen werden, da keine objektiven Tatsachenbeweise vorlägen. Im Mai 2024 wurde durch eine Pressemeldung von Lindemanns Anwälten, die zwischenzeitlich Einblick in die Ermittlungsakten der Vilniuser Staatsanwaltschaft erlangt hatten, bekannt, dass Lynn während ihrer Vernehmung bei der Staatsanwaltschaft selbst zugegeben hatte, dass sie während und nach dem Konzert durch erheblichen eigenen Alkoholkonsum stark alkoholisiert war. Sie gab an, Wodka, Energydrinks, Schaumwein, Prosecco und Tequila konsumiert zu haben. Bei einem am Morgen nach dem Konzert durchgeführten Drogentest ergab sich zudem, dass sie vor oder während des Konzerts Cannabis konsumiert hatte. Rückstände von K.-o.-Tropfen, die mit dem Drogentest am Morgen nach der angeblichen Verabreichung noch hätten nachweisbar sein müssen, wurden hingegen nicht festgestellt.
Die Süddeutsche Zeitung (SZ) und der NDR berichteten am 2. Juni über mehrere Frauen, die durch eine „Casting-Direktorin“ über soziale Medien und bei Konzerten angesprochen und gefragt worden sein sollen, ob sie zu speziellen After-Show-Partys kommen wollten. Nach Angaben von zwei Frauen soll es auch zu sexuellen Handlungen gekommen sein, denen die beiden Frauen laut eigenen Angaben explizit zugestimmt hatten. Bereits im Oktober 2022 hatten sich bei der Zeitung Die Welt Frauen aus verschiedenen Ländern mit ähnlichen Berichten gemeldet. Den Frauen sei Zugang zu einem abgesperrten Bereich vor der Bühne („Row Zero“) gewährt worden. Wenig später wurde der „Casting-Direktorin“ der Zugang zu Rammstein-Konzerten untersagt; zugleich erklärte die Band, dass diese Person zum Umfeld von Lindemann gehöre, aber nicht von der Band bezahlt werde.
Am 2. Juni 2023 gab der Verlag Kiepenheuer & Witsch das Ende seiner Zusammenarbeit mit Lindemann bekannt. Die Entscheidung begründete der Verlag damit, dass er im Zuge der Berichterstattung vom Porno-Video Till the End, in dem Gewalt gegen Frauen zelebriert werde und in dem sein beim Verlag erschienenes Buch In stillen Nächten als Requisite verwendet wurde, Kenntnis erlangt habe. Das LG Köln urteilte im April 2025, dass diese Kündigung des Verlagsvertrags rechtswidrig war. Da es keine strafrechtlichen Konsequenzen für Till Lindemann gegeben habe, könne ein rein „moralisch vorwerfbares Verhalten“ ebenfalls keine Vertragskündigung begründen.
Am 5. Juni veröffentlichte die Webvideoproduzentin Kayla Shyx das Video Was wirklich bei Rammstein Afterpartys passiert, in dem sie detailliert beschreibt, wie die systematische Anwerbung und das System „Row Zero“ praktiziert worden sei. Aufgrund gerichtlicher Verfügungen musste Shyx das 36-minütige Video um knapp eine Minute kürzen und die acht Behauptungen aus dem Youtube-Video entfernen, da sie vom Gericht als „prozessual unwahre Tatsachenbehauptungen“ eingeordnet wurden.
Um mutmaßlich betroffene Frauen bei juristischen Auseinandersetzungen zu unterstützen, initiierte die Amadeu Antonio Stiftung zusammen mit Prominenten eine Spendenaktion unter dem Motto „Wie viel Macht 1€“, die etwa 825.000 Euro Spendengelder einwarb. Da es jedoch keine betroffenen Frauen gab, die sich bei der Stiftung oder der ermittelnden Staatsanwaltschaft meldeten, soll das Geld laut Aussage der Stiftung anderweitig verwendet werden.
Die von Lindemann beauftragte Anwaltskanzlei Schertz-Bergmann erklärte in einer Pressemitteilung, die Vorwürfe, Frauen seien bei Konzerten von Rammstein mithilfe von K.-o.-Tropfen bzw. Alkohol betäubt worden, um es Lindemann zu ermöglichen, sexuelle Handlungen an ihnen vorzunehmen, seien „ausnahmslos unwahr“. Die Weiterverbreitung entsprechender Behauptungen in mehreren Medien untersagte das Landgericht Hamburg dem NDR, der Süddeutschen Zeitung und dem Spiegel sowie Kayla Shyx mittels einstweiliger Verfügungen. Einen Antrag von Lindemanns Anwälten auf Erlass einer einstweiligen Verfügung gegen Shelby Lynn wies das Landgericht Hamburg hingegen zurück, da ihre Meinungsfreiheit gegenüber Lindemanns Persönlichkeitsrecht überwiege.
Bezüglich der grundsätzlichen Zulässigkeit der Berichterstattung über die Vorwürfe der berichtenden Medien gegenüber Lindemann scheiterte Lindemann vor dem Landgericht Frankfurt am Main mit einem Antrag auf Erlass einer einstweiligen Verfügung auf Unterlassung gegen die Süddeutsche Zeitung zunächst. Mit rechtskräftigem Urteil vom 6. September 2024 (Az.: 2-03 O 306/23) untersagte das Oberlandesgericht Frankfurt der Süddeutschen Zeitung jedoch, den Verdacht zu verbreiten, Lindemann habe Sex ohne Zustimmung mit einer der Frauen gehabt.
Am 14. Juni 2023 gab die Staatsanwaltschaft Berlin bekannt, dass sie aufgrund der Anzeigen unbeteiligter Dritter, die von den Vorwürfen selbst nur aus den Medien erfahren hatten, und von Amts wegen ein Ermittlungsverfahren gegen Lindemann wegen Vorwürfen „aus dem Bereich der Sexualdelikte und der Abgabe von Betäubungsmitteln“ eingeleitet habe. Mit Verfügung vom 29. August 2023 stellte die Staatsanwaltschaft Berlin das Ermittlungsverfahren gegen Lindemann ein, da kein hinreichender Tatverdacht vorlag und sich keine einzige mutmaßlich betroffene Frau bei der Staatsanwaltschaft geäußert hatte.

### Kritik
Ueli Bernays von der Neuen Zürcher Zeitung schrieb im Juni 2023, dass die Karriere Rammsteins von Verdachts- und Kippmomenten geprägt gewesen sei. Kalkulierte Skandale, Tabubrüche und Provokationen hätten das zweifelhafte Image befeuert. Lindemann habe die Grenze der Kunst zur Realität mehrfach überschritten, sexuelle Suggestionen ins Pornografische konkretisiert und sich so weit mit der eigenen Kunstfigur identifiziert, dass er die Freiheit der Kunst verraten habe.

## Werke

### Diskografie

#### Solokarriere
Studioalben

| Jahr | Titel Musiklabel   | Höchstplatzierung, Gesamtwochen, AuszeichnungChartplatzierungen (Jahr, Titel, Musiklabel, Platzierungen, Wochen, Auszeichnungen, Anmerkungen) | Höchstplatzierung, Gesamtwochen, AuszeichnungChartplatzierungen (Jahr, Titel, Musiklabel, Platzierungen, Wochen, Auszeichnungen, Anmerkungen) | Höchstplatzierung, Gesamtwochen, AuszeichnungChartplatzierungen (Jahr, Titel, Musiklabel, Platzierungen, Wochen, Auszeichnungen, Anmerkungen) | Höchstplatzierung, Gesamtwochen, AuszeichnungChartplatzierungen (Jahr, Titel, Musiklabel, Platzierungen, Wochen, Auszeichnungen, Anmerkungen) | Anmerkungen                            |
| Jahr | Titel Musiklabel   | DE | AT | CH | UK | Anmerkungen                            |
| ---- | ------------------ | --- | --- | --- | --- | -------------------------------------- |
| 2023 | Zunge Selbstverlag | DE2 (6 Wo.)DE | AT10 (2 Wo.)AT | CH18 (2 Wo.)CH | — | Erstveröffentlichung: 3. November 2023 |

#### Bandkarriere
mit First Arsch
- 1992: Saddle Up (Album)

mit Lindemann
mit Rammstein

### Buchveröffentlichungen
- Messer, Eichborn, Frankfurt am Main 2002, ISBN 3-8218-0927-2.
- In stillen Nächten, Kiepenheuer & Witsch, Köln 2013, ISBN 978-3-462-04524-6.
- Die Gedichte. Messer/In stillen Nächten, Kiepenheuer & Witsch, Köln 2015, ISBN 978-3-462-04777-6.
- 100 Gedichte, Kiepenheuer & Witsch, Köln 2020, ISBN 978-3-462-05332-6.

- Mit Joey Kelly und Thomas Stachelhaus: Yukon. Mein gehasster Freund. National Geographic, München 2017, ISBN 978-3-86690-640-2.

### Gruppenausstellungen
- 2013 stellte Lindemann zwei Plastiken und Originalskripte seines Gedichtbandes In stillen Nächten in der Dresdner Galerie Holger John aus.[82] Zusätzlich dazu wurden die 2011 angefertigten „Totenmasken“ der Rammstein-Mitglieder[83] ausgestellt.
- 2019 „AGGROSCHAFT – Marc Jung & The Gang“ – Gruppenausstellung Marc Jung, Benedikt Braun, Ulrike Theusner, Moritz Schleime und Till Lindemann, Kunsthalle Erfurt[84]

## Filmografie
- 1999: Pola X
- 2002: xXx – Triple X (xXx)
- 2003: Amundsen der Pinguin
- 2004: Vinzent